# Дирику (язык)
Дирику, (Diriku, Diriko, Dciriku, Gciriku, Manyo, Rumanyo, Mbogedo, Mbogedu, Rugciriku, Shimbogedu) — язык банту, на котором говорят народы вадирику, ваманьо, вашамбю в провинции Окаванго в Намибии, на юго-восточной границе с Намибией в провинции Кванду-Кубанго в Анголе, а также в Ботсване. Язык дирику был впервые известен на западе через народ вадирику, которые переселились из главной территории Ваманьо и разговаривали на рудирику (диалект языка руманьо). Название Gciriku (Dciriku, Diriku) остаётся распространённым явлением в литературе, но в Намибии название руманьо (Rumanyo) возродилось. Диалект мбогеду вымер; Махо (2009) перечисляет мбогеду в качестве отдельного языка и отмечает названия «маньо» (Manyo) и «руманьо» (Rumanyo), подходящие для этого.
Это один из нескольких языков банту провинции Окаванго, в котором есть щелкающие согласные звуки, как в словах [ǀɛ́ǀˀà|] «кровать», [mùǀûkò] «цветок», и [kàǀûrù] «черепаха». Щёлкающие звуки, которых в языке полдюжины (c, gc, ch, nc, nch), как правило, произносятся с зубной артикуляцией, но существует широкий разброс среди носителей языка. Они особенно часты в названиях мест и в словах для особенностей ландшафта, отражая их источник в пока ещё неопознанных койсанских языках. Многие щёлкающие слова в дирику, в том числе в местном словаре банту, являются общими с языками квангали, мбукушу и фве.